# Pangani
Pangani  este un oraș  în  partea de est a Tanzaniei, în Regiunea Tanga, la gura de vărsare a râului omonim în Oceanul Indian. La recensământul din 2002 înregistra 7.974 locuitori.